# Košnica pri Celju
Kóšnica pri Cêlju je naselje ob jugozahodnem robu Celja.
Na obrobju vasi ležijo tri prikrita grobišča, v katerih so ostanki pobitih vojakov in civilistov po drugi svetovni vojni. V septembru 2016 so arheološka izkopavanja v grobišču Košnica 3 odkrila okoli 425 žrtev, najverjetneje ustašev, domobrancev in civilistov.

## Prebivalstvo
Etnična sestava 1991:
- Slovenci: 546 (94,8 %)
- Srbi: 7 (1,2 %)
- Hrvati: 6 (1 %)
- Jugoslovani: 2
- Neznano: 15 (2,6 %)